# Gatusandlåda

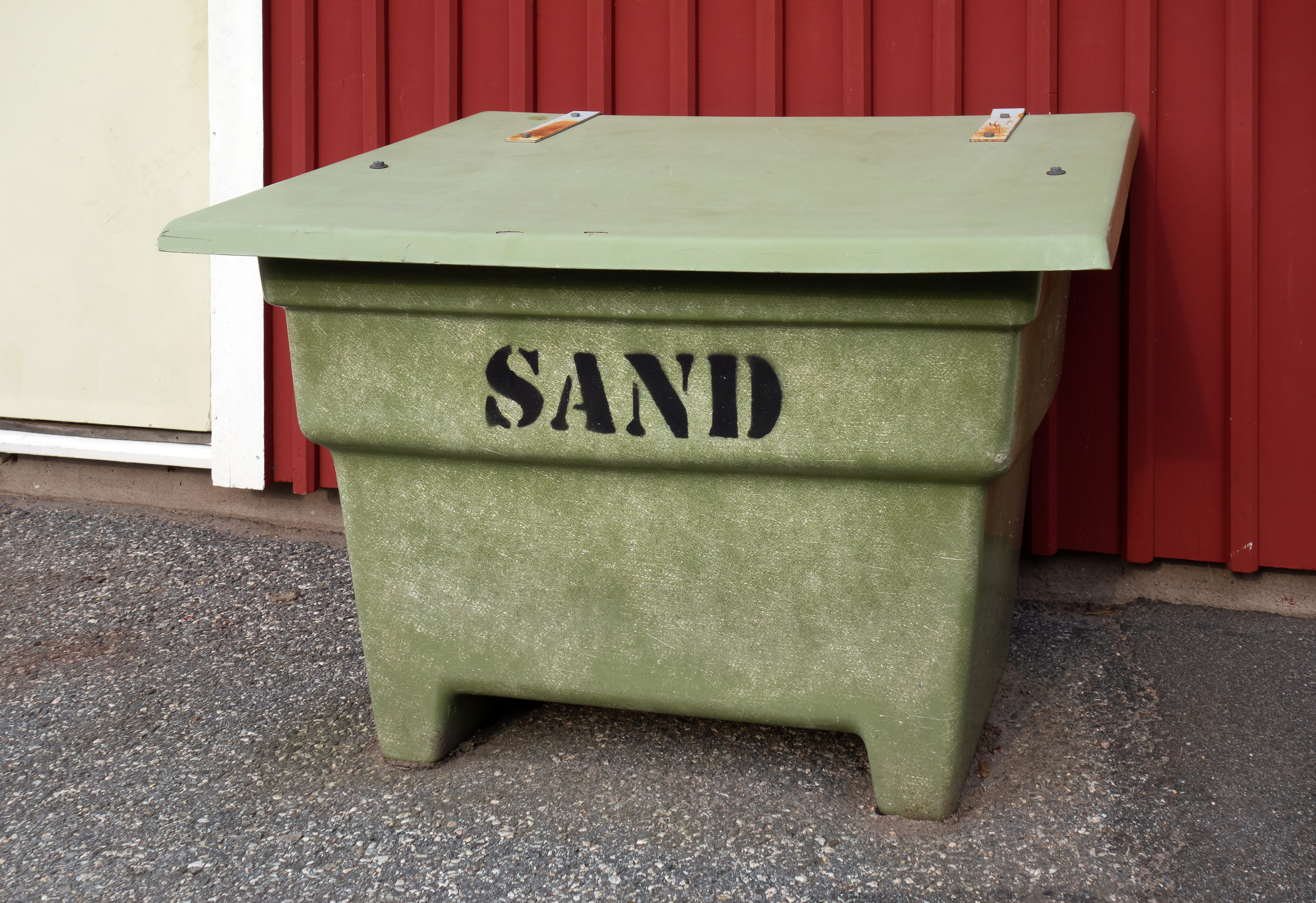
En gatusandlåda i Sverige.

Gatusandlåda, även kallad sandbehållare, vägsandlåda och sandlåda, är en behållare för sand som används för halkbekämpning av gator och vägar. Lådorna är vanligtvis tillverkade av färgad plast och märkta sand och återfinns i närheten av problematiska vägsträckor där vägens fysiska beskaffenhet eller närmiljö orsakar halka, som exempelvis på vägsträckor med stark lutning, broar eller vid vattendrag.